# 欧洲地区世界遗产列表
欧洲地区世界遗产列表目前列出50个国家的世界遗产。由于联合国教科文组织根据文化圈进行区域划分，此处的欧洲国家还包括地跨欧亚两洲的俄罗斯和土耳其。
在这个列表中，文代表文化遗产，自代表自然遗产，自文代表双重遗产。
国家依联合国教科文组织官方的世界遗产列表 （页面存档备份，存于）顺序排列，基本上按照国家英文／法文名称的首字母排列；個別国家的遗产项目按照列入世界遗产的时间顺序排列,但由于官方列表的排列顺序时有变化，所以可能与官方排列顺序不一致。

## 阿尔巴尼亚（4项）
2项文化遗产
- 布特林特（文，1992年，1999年）
- 培拉特和吉羅卡斯特歷史中心（文，2005年，2008年）

1项自然遗产
（其中1項與奥地利、克罗地亚、比利時、保加利亞、德國、意大利、羅馬尼亞、斯洛伐克、斯洛維尼亞、西班牙、烏克蘭共有）
- 喀爾巴阡山脈原始山毛櫸森林和欧洲其他地区古山毛櫸森林（自，2017年，与奥地利、克罗地亚、比利時、保加利亞、德國、意大利、羅馬尼亞、斯洛伐克、斯洛維尼亞、西班牙、烏克蘭共有）

1項雙重遺產
- 奧赫里德地區的自然和文化遺產（自文，2019年）

## 安道尔（1项）
1项文化遗产
- 马德留-佩拉菲塔-克拉罗尔谷（文，2004年，2006年）

## 亞美尼亞（3項）
3項文化遺產
- 哈格帕特修道院和薩那欣修道院（文，1996年，2000年）
- 埃奇米阿津教堂與兹瓦尔特诺茨考古遗址（文，2000年）
- 格加爾德的隱修院和上阿扎特山谷（文，2000年）

## 奥地利（10项）
9项文化遗产
（其中1项与匈牙利共有，1项与瑞士、法国、德国、意大利、斯洛文尼亚共有）。
- 萨尔茨堡城历史中心（文，1996年）
- 美泉宫和花园（文，1996年）
- 哈尔施塔特－达赫施泰因的萨尔茨卡默古特文化景观（文，1997年）
- 塞默灵铁路（文，1998年）
- 格拉茨城——历史中心和埃根博格城堡（文，1999年，2010年）[註 1]
- 瓦豪文化景观（文，2000年）
- 维也纳历史中心（文，2001年）
- 费尔特湖／新锡德尔湖文化景观（文，2001年，与匈牙利共有）
- 阿尔卑斯地区史前湖岸木桩建筑（文，2011年，与瑞士、法国、德国、意大利、斯洛文尼亚共有）

1项自然遗产
（其中1項与阿爾巴尼亞、克罗地亚、比利時、保加利亞、德國、意大利、羅馬尼亞、斯洛伐克、斯洛維尼亞、西班牙、烏克蘭共有）
- 喀爾巴阡山脈原始山毛櫸森林和欧洲其他地区古山毛櫸森林（自，2017年，与阿爾巴尼亞、克罗地亚、比利時、保加利亞、德國、意大利、羅馬尼亞、斯洛伐克、斯洛維尼亞、西班牙、烏克蘭共有）

## 白俄罗斯（4项）
3项文化遗产
（其中1项与波兰共有，1项与爱沙尼亚、芬兰、拉脱维亚、立陶宛、挪威、摩尔多瓦、俄罗斯、瑞典、乌克兰共有）
- 米尔城堡建筑群（文，2000年）
- 斯特鲁维测地弧（文，2005年，与爱沙尼亚、芬兰、拉脱维亚、立陶宛、挪威、摩尔多瓦、俄罗斯、瑞典、乌克兰共有）
- 涅斯维日的拉济维乌家族的建筑、居住和文化建筑群（文，2005年）

1项自然遗产
- 别洛韦日斯卡亚原始森林／比亚沃维耶扎森林（自，1979年，1992年）：波兰的比亚沃维耶扎森林（1979年）-白俄罗斯的别洛韦日斯卡亚原始森林（1992年，与波兰共有）

## 比利时（13项）
12项文化遗产
（其中1项与法国共有，1项与法国、瑞士、日本、德国、阿根廷、印度共有）
- 佛兰德的贝居安会院（文，1998年）
- 拉卢维耶尔和勒罗尔克斯中央运河上的四座船舶吊车（艾诺）（文，1998年）
- 布鲁塞尔大广场（文，1998年）
- 比利时和法国的钟楼（文，1999年，2005年）：比利时佛兰德地区和瓦隆地区的钟楼（共30处，1999年）-法国北部的钟楼（共23处）、比利时让布卢的钟楼（2005年，与法国共有）
- 建筑师维克多·奥塔的主要城市住宅：塔塞尔公馆（Hôtel Tassel），索尔维公馆（Hôtel Solvay），范·艾特菲尔德公馆（Hôtel van Eetvelde），以及奥塔住宅与工作室（Maison & Atelier Horta），（文，2000年）
- 斯皮耶纳的新石器时代燧石矿（蒙斯）（文，2000年）
- 图尔奈的圣母主教座堂（文，2000年）
- 布鲁日历史中心（文，2000年）
- 普朗坦-莫雷图斯住宅-工坊-博物馆综合体（文，2005年）
- 斯托克雷特宫（文，2009年）
- 瓦隆主要矿业遗址（文，2012年）
- 勒·柯布西耶的建筑作品（文，2016年，与法国、瑞士、日本、德国、阿根廷、印度共有）

1项自然遗产
（其中1項与阿爾巴尼亞、克罗地亚、奥地利、保加利亞、德國、意大利、羅馬尼亞、斯洛伐克、斯洛維尼亞、西班牙、烏克蘭共有）
- 喀爾巴阡山脈原始山毛櫸森林和欧洲其他地区古山毛櫸森林（自，2017年，与阿爾巴尼亞、克罗地亚、奥地利、保加利亞、德國、意大利、羅馬尼亞、斯洛伐克、斯洛維尼亞、西班牙、烏克蘭共有）

## 波斯尼亚和黑塞哥维那（3项）
3项文化遗产
（其中1項與克羅地亞、蒙特內哥羅、塞爾維亞共有）
- 莫斯塔尔老城的老桥及周边地区（文，2005年）
- 维舍格勒的穆罕默德·帕夏·索科洛维奇桥（文，2007年）
- 斯特茨奇中世紀墓葬群（文，2016年，與克羅地亞、蒙特內哥羅、塞爾維亞共有）

## 保加利亚（10项）
7项文化遗产
- 博雅纳教堂（文，1979年）
- 马达拉骑士（文，1979年）
- 卡赞勒克的色雷斯人墓（文，1979年）
- 伊凡诺沃岩洞教堂（文，1979年）
- 里拉修道院（文，1983年）
- 内塞伯尔古城（文，1983年）
- 斯韦什塔里的色雷斯人墓（文，1985年）

3项自然遗产
（其中1項与阿爾巴尼亞、克罗地亚、比利時、奥地利、德國、意大利、羅馬尼亞、斯洛伐克、斯洛維尼亞、西班牙、烏克蘭共有）
- 斯雷伯尔纳自然保护区（自，1983年）
- 皮林国家公园（自，1983年，2010年）
- 喀爾巴阡山脈原始山毛櫸森林和欧洲其他地区古山毛櫸森林（自，2017年，与阿爾巴尼亞、克罗地亚、比利時、奥地利、德國、意大利、羅馬尼亞、斯洛伐克、斯洛維尼亞、西班牙、烏克蘭共有）

## 克罗地亚（10项）
8项文化遗产
（其中1項與波斯尼亞和黑塞哥維那、蒙特內哥羅、塞爾維亞共有，1项与意大利、蒙特內哥羅共有）
- 杜布罗夫尼克老城（文，1979年，1994年）
- 斯普利特历史建筑群和戴克里先宫（文，1979年）
- 波雷奇历史中心的尤弗拉西苏斯圣殿主教建筑群（文，1997年）
- 历史名城特罗吉尔（文，1997年）
- 希贝尼克的圣雅各伯主教座堂（文，2000年）
- 斯塔里格勒平原（文，2008年）
- 斯特茨奇中世紀墓葬群（文，2016年，與波斯尼亞和黑塞哥維那、蒙特內哥羅、塞爾維亞共有）
- 威尼斯从15至17世纪的防御工事（文，2017年，与意大利、蒙特內哥羅共有）

2项自然遗产
（其中1項與阿爾巴尼亞、奧地利、比利時、保加利亞、德國、意大利、羅馬尼亞、斯洛伐克、斯洛維尼亞、西班牙、烏克蘭共有）
- 普利特维采湖群国家公园（自，1979年，2000年）
- 喀爾巴阡山脈原始山毛櫸森林和欧洲其他地区古山毛櫸森林（自，2017年，与阿爾巴尼亞、奧地利、比利時、保加利亞、德國、意大利、羅馬尼亞、斯洛伐克、斯洛維尼亞、西班牙、烏克蘭共有）

## 捷克（12项）
12项文化遗产
- 布拉格历史中心（文，1992年）
- 捷克克鲁姆洛夫历史中心（文，1992年）
- 泰尔奇历史中心（文，1992年）
- 泽莱纳山的臬玻穆的圣若望朝圣教堂（文，1994年）
- 库特纳霍拉历史中心：圣白芭蕾教堂和塞德莱茨的圣母主教座堂（文，1995年）
- 萊德尼采-瓦爾季采文化景觀（文，1996年）
- 克罗麦里兹花园和城堡（文，1998年）
- 霍拉索维采古村保护区（文，1998年）
- 利托米什尔城堡（文，1999年）
- 奥洛穆茨三位一体圣柱（文，2000年）
- 布尔诺的图根哈特别墅（文，2001年）
- 特热比奇的犹太人区和圣普罗可比圣殿（文，2003年）

## 丹麦（10项）
7项文化遗产，3项自然遗产（其中1项与德国、荷兰共有）
- 耶灵坟冢、卢恩石和教堂（文，1994年）
- 罗斯基勒主教座堂（文，1995年）
- 克伦堡城堡（文，2000年）
- 伊卢利萨特冰湾（自，2004年，位于属地格陵兰）
- 瓦登海（自，2009年，2014年，与德国、荷兰共有）
- 斯泰温斯崖（自，2014年）
- 克里斯蒂安菲尔德，摩拉维亚弟兄会定居点（文，2015年）
- 北西兰岛的帕尔佛斯狩猎地景观（文，2015年）
- 格陵兰岛库亚塔：冰盖边缘的北欧及因纽特农业（文，2017年，位于属地格陵兰）
- 冰与海之间的因纽特人狩猎场：阿斯维斯尤特－尼皮萨特（文，2018年，位于属地格陵兰）

## 爱沙尼亚（2项）
2项文化遗产
（其中1项与白俄罗斯、芬兰、拉脱维亚、立陶宛、挪威、摩尔多瓦、俄罗斯、瑞典、乌克兰共有）
- 塔林历史中心（老城）（文，1997年）
- 斯特鲁维测地弧（文，2005年，与白俄罗斯、芬兰、拉脱维亚、立陶宛、挪威、摩尔多瓦、俄罗斯、瑞典、乌克兰共有）

## 芬兰（7项）
6项文化遗产
（其中1项与白俄罗斯、爱沙尼亚、拉脱维亚、立陶宛、挪威、摩尔多瓦、俄罗斯、瑞典、乌克兰共有）
- 劳马古城（文，1991年）
- 芬兰堡要塞（文，1991年）
- 佩泰耶韦西老教堂（文，1994年）
- 韦尔拉磨木纸板厂（文，1996年）
- 桑马尔拉赫登迈基青铜时代墓地遗址（文，1999年）
- 斯特鲁维测地弧（文，2005年，与白俄罗斯、爱沙尼亚、拉脱维亚、立陶宛、挪威、摩尔多瓦、俄罗斯、瑞典、乌克兰共有）

1项自然遗产
（其中1项与瑞典共有）
- 克瓦尔肯群岛／高海岸（自，2000年，2006年）：瑞典的高海岸（2000年）-芬兰的克瓦尔肯群岛（2006年，与瑞典共有）

## 法国（44项）
39项文化遗产，4项自然遗产，1项双重遗产，其中1项与西班牙共有，1项与比利时共有，1项与瑞士、奥地利、德国、意大利、斯洛文尼亚共有，1项与日本、瑞士、比利时、德国、阿根廷、印度共有。
- 聖米歇爾山及其海湾（文，1979年）
- 沙特尔主教座堂（文，1979年）
- 凡尔赛的宫殿和园林（文，1979年）
- 韦兹莱，教堂和山丘（文，1979年）
- 韦泽尔谷的史前地点和装饰洞群（文，1979年）
- 枫丹白露的宫殿和园林（文，1981年）
- 亚眠主教座堂（文，1981年）
- 奥朗日的古罗马剧场及其周边和凯旋门（文，1981年）
- 阿尔勒的古罗马和罗马式古蹟（文，1981年）
- 丰特莱的熙笃会隐修院（文，1981年）
- 從薩蘭萊班的大製鹽廠（法语：Salines de Salins-les-Bains）到阿爾克-塞南的皇家鹽場，敞鍋鹽的製造（文，1982年）
- 南锡的斯坦尼斯拉斯广场、卡里埃尔广场和阿利扬斯广场（文，1983年）
- 加尔唐普河畔圣萨万的隐修院教堂（文，1983年）
- 波尔托湾：皮亚纳的窄峡湾（法语：Calanques de Piana）、基罗拉塔湾（法语：Golfe de Girolata）、斯康多拉保護區（自，1983年）
- 加尔桥（古罗马输水道）（文，1985年）
- 斯特拉斯堡：大岛和新城（文，1988年，2017年）：斯特拉斯堡－大岛（1988年），新城（2017年）
- 巴黎塞納河畔（法语：Rives de la Seine à Paris）（文，1991年）
- 兰斯的圣母主教座堂，原圣勒弥爵隐修院和塔乌宫（文，1991年）
- 布尔日主教座堂（文，1992年）
- 阿维尼翁历史中心：教宗宫、主教建筑集合体和阿维尼翁桥（文，1995年）
- 米迪运河（文，1996年）
- 卡尔卡松历史城墙要塞（文，1997年）
- 比利牛斯-佩尔迪多山（自文，1997年，1999年，与西班牙共有）
- 法国的圣地亚哥-德孔波斯特拉之路（文，1998年）
- 里昂历史遗迹（文，1998年）
- 圣艾米伦区（法语：Juridiction_de_Saint-Émilion）（文，1999年）
- 比利时和法国的钟楼（文，1999年，2005年）：比利时佛兰德地区和瓦隆地区的钟楼（共30处，1999年）-法国北部的钟楼（共23处）、比利时让布卢的钟楼（2005年，与比利时共有）
- 叙利到沙洛讷间的卢瓦尔河流域（文，2000年）
- 普罗万，中世纪集镇（文，2001年）
- 勒阿弗尔，奥古斯特·佩雷重建之城（文，2005年）
- 波尔多，月亮港（文，2007年）
- 沃邦防御工事（文，2008年）
- 新喀里多尼亚潟湖：礁石多样性和相关生态系统（自，2008年，位于新喀里多尼亚）
- 阿尔比主教城（文，2010年）
- 留尼汪的皮通斯、环谷和环壁（自，2010年，位于留尼旺）
- 阿尔卑斯地区史前湖岸木桩建筑（文，2011年，与瑞士、奥地利、德国、意大利、斯洛文尼亚共有）
- 喀斯和塞文-地中海農牧文化景觀（文，2011年）
- 北部-加萊海峽的採礦盆地（文，2012年）
- 阿尔代什省的肖维-蓬达尔克洞穴（文，2014年）
- 香槟山区，房屋以及酒窖（文，2015年）
- 勃艮第的环境和风土（文，2015年）
- 勒·柯布西耶的建筑作品（文，2016年，与日本、瑞士、比利时、德国、阿根廷、印度共有）
- 塔普塔普阿泰（文，2017年，位于法属波利尼西亚赖阿特阿岛）
- 多姆山链-利马涅断层构造区（自，2018年）

## 德国（45项）
41项文化遗产，3项自然遗产，其中1项与英国共有，1项与波兰共有，1项与荷兰共有，1项与瑞士、奥地利、法国、意大利、斯洛文尼亚共有，1项与法国、瑞士、比利时、日本、阿根廷、印度共有，1项与乌克兰、斯洛伐克、阿爾巴尼亞、奧地利、比利時、保加利亞、克羅埃西亞、羅馬尼亞、斯洛維尼亞、西班牙、義大利共有。
- 亚琛主教座堂（文，1978年）
- 施佩耶尔主教座堂（文，1981年）
- 维尔茨堡宫及宫廷花园和广场（文，1981年）
- 维斯朝圣教堂（文，1983年）
- 布吕尔的奥古斯都堡城堡与猎趣园（文，1984年）
- 希尔德斯海姆的圣玛利亚主教座堂和圣米迦勒教堂（文，1985年）
- 特里尔的古罗马古蹟、圣伯多禄主教座堂和圣母教堂（文，1986年）
- 汉萨同盟城市吕贝克（文，1987年）
- 罗马帝国的边界（文，1987年，2005年）：英国的哈德良长城（1987年）-德国的上日耳曼-雷蒂安边墙（2005年）—英国的安东尼长城（2008年，与英国共有）
- 波茨坦与柏林的宫殿与庭园（文，1990年，1992年，1999年）
- 洛尔施隐修院和老主教座堂（文，1991年）
- 拉默尔斯贝格矿，戈斯拉尔历史城镇和上哈尔茨王室水利工程（文，1992年，2010年）
- 班贝格城镇（文，1993年）
- 毛尔布龙修院群（文，1993年）
- 奎德林堡的协同教堂、城堡和老城镇（文，1994年）
- 弗爾克林根鋼鐵廠（文，1994年）
- 梅塞尔坑化石遗址（自，1995年）
- 科隆主教座堂（文，1996年）
- 魏玛、德绍和贝尔瑙的包豪斯建筑及其遗址（文，1996年）
- 艾斯莱本和维滕贝格的路德纪念馆建筑群 （文，1996年）
- 古典魏玛（文，1998年）
- 柏林的博物馆岛（文，1999年）
- 瓦尔特堡城堡（文，1999年）
- 德紹-沃利茨園林王國（文，2000年）
- 修道院之岛赖兴瑙（文，2000年）
- 埃森的关税同盟煤矿工业建筑群（文，2001年）
- 施特拉尔松德和维斯马的历史中心（文，2002年）
- 莱茵河中上游河谷（文，2002年）
- 不来梅市政厅和罗兰雕像（文，2004年）
- 巴德穆斯考园林（文，2004年，与波兰共有）
- 雷根斯堡老城及施达特阿姆霍夫城区（文，2006年）
- 柏林现代住宅群落（文，2008年）
- 德累斯顿易北河谷（2004年登录，2009年除名）
- 瓦登海（自，2009年，2014年。与荷兰、丹麦共有）
- 德国法古斯工厂（文，2011年）
- 喀尔巴阡山脉原始山毛榉森林和欧洲其他地区古山毛榉森林（自，2011年，与乌克兰、斯洛伐克、阿爾巴尼亞、奧地利、比利時、保加利亞、克羅埃西亞、羅馬尼亞、斯洛維尼亞、西班牙、義大利共有）
- 阿尔卑斯地区史前湖岸木桩建筑（文，2011年，与瑞士、奥地利、法国、意大利、斯洛文尼亚共有）
- 拜罗伊特的侯爵歌剧院（文，2012年）
- 威海姆苏赫山地公园（文，2013年）
- 卡洛林时期面西建筑和科尔维城（文，2014年）
- 仓库城和办公区以及智利大樓（文，2015年）
- 勒·柯布西耶的建筑作品（文，2016年，与法国、瑞士、比利时、日本、阿根廷、印度共有）
- 位于施瓦本侏罗山的冰河时期最古老的艺术洞穴（文，2017年）
- 赫德比边境古景观及土墙（文，2018年）
- 瑙姆堡大教堂（文，2018年）
- 欧洲温泉疗养胜地（文，2021年）

## 希腊（17项）
15项文化遗产，2项双重遗产。
- 巴赛的阿波罗·伊壁鸠鲁神庙（文，1986年）
- 德尔斐的考古地点（文，1987年）
- 雅典衛城（文，1987年）
- 阿索斯山（自文，1988年）
- 迈泰奥拉（自文，1988年）
- 塞薩洛尼基的古基督教和拜占庭遺址（文，1988年）
- 埃皮达鲁斯的阿斯克勒庇俄斯圣所（文，1988年）
- 罗得中世纪旧城（文，1988年）
- 米斯特拉斯考古遗址（文，1989年）
- 奥林匹亚考古遗址（文，1989年）
- 提洛岛（文，1990年）
- 达夫尼修道院、俄西俄斯羅卡斯修道院和希俄斯新修道院（文，1990年）
- 萨摩斯岛的毕达哥利翁和赫拉神庙（文，1992年）
- 艾加伊城考古遗址（今韦尔吉纳）（文，1996年）
- 迈锡尼和梯林斯的考古遗址（文，1999年）
- 帕特莫斯岛的历史中心，圣约翰修道院和天启洞（文，1999年）
- 科孚老城镇（文，2007年）

## 圣座（梵蒂冈）（2项）
2项文化遗产
（其中1项与意大利共有）
- 罗马历史中心，享受治外法权的罗马教廷建筑和城外圣保禄大殿（文，1980年，1990年）：意大利的罗马历史中心（1980年）-圣座的享受治外法权的罗马教廷建筑和城外圣保禄大殿（1990年，与意大利共有）
- 梵蒂冈城（文，1984年）

## 匈牙利（8项）
7项文化遗产
（其中1项与斯洛伐克共有，1项与奥地利共有）
- 布达佩斯，包括多瑙河两岸、布达城堡区和安德拉什大街（文，1987年，2002年）：布达佩斯，多瑙河两岸和布达城堡区（1987年）-安德拉什大街和地铁（2002年）
- 霍洛克古村落及其周边（文，1987年）
- 潘諾恩哈爾姆千年修道院及其自然环境（文，1996年）
- 霍尔托巴吉国家公园—大平原（文，1999年）
- 佩奇的早期基督教陵墓（索皮阿瑙埃）（法语：Nécropole_paléochrétienne_de_Pécs）（文，2000年）
- 费尔特湖／新锡德尔湖文化景观（文，2001年，与奥地利共有）
- 托卡伊葡萄酒產地歷史文化景觀（文，2002年）

1项自然遗产
- 奥格泰莱克的喀斯特岩洞群和斯洛伐克的喀斯特地貌（自，1995年，2000年，与斯洛伐克共有）

## 冰岛（3项）
1项文化遗产
- 辛格韦德利国家公园（文，2004年）

2項自然遺產
- 敘爾特塞島（自，2008年）
- 瓦特纳冰川国家公园——火与冰的动态（自，2008年）

## 爱尔兰（2项）
2项文化遗产
- 博恩河河曲考古遗址群（文，1993年）
- 斯凯利格·迈克尔岛（文，1996年）

## 意大利（54项）
49项文化遗产，5项自然遗产。（其中1项与圣座共有，2项与瑞士共有，1项与瑞士、奥地利、法国、德国、斯洛文尼亚共有，1项与阿爾巴尼亞、奧地利、比利時、保加利亞、克羅埃西亞、德國、波蘭、羅馬尼亞、斯洛伐克、斯洛維尼亞、西班牙、烏克蘭共有，1项与克羅地亞、蒙特內哥羅共有）
- 梵尔卡莫尼卡谷地岩画 （文，1979年）
- 绘有达•芬奇《最后的晚餐》的圣玛丽亚感恩教堂和多明各会修道院（文，1980年）
- 罗马历史中心，享受治外法权的罗马教廷建筑和城外圣保禄大殿（文，1980年，1990年）：意大利的罗马历史中心（1980年）-圣座的享受治外法权的罗马教廷建筑和城外圣保禄大殿（1990年，与圣座共有）
- 佛罗伦萨历史中心（文，1982年）
- 比萨主教座堂广场（文，1987年）
- 威尼斯及其潟湖（文，1987年）
- 圣吉米尼亚诺历史中心（文，1990年）
- 马泰拉的石窟民居和石头教堂花园（文，1993年）
- 維琴察城和威尼托的帕拉第奧式別墅（文，1994年，1996年）
- 阿达的克雷斯皮（文，1995年）
- 文艺复兴城市费拉拉城以及波河三角洲（義大利語：Delta_del_Po）（文，1995年，1999年）
- 那不勒斯历史中心（文，1995年）
- 锡耶纳历史中心（文，1995年）
- 蒙特城堡（文，1996年）
- 拉韦纳的早期基督教古蹟（文，1996年）
- 皮恩扎城历史中心（文，1996年）
- 阿尔贝罗贝洛的圆顶石屋（文，1996年）
- 卡塞塔的18世纪花园皇宫、萬維泰利水道橋和聖萊烏喬建築群（文，1997年）
- 阿格里真托考古区（文，1997年）
- 龐貝、赫库兰尼姆和托雷安农齐亚塔的考古区（文，1997年）[註 2]
- 帕多瓦植物园（文，1997年）
- 摩德纳的主教座堂、市民塔和大广场（文，1997年）
- 阿马尔菲海岸（文，1997年）
- 韦内雷港、五村镇及其沿海群岛（帕尔玛利亚岛、提诺岛和提内托岛）（文，1997年）
- 萨伏依王室居所（文，1997年）
- 巴鲁米尼的努拉格（文，1997年）
- 卡萨尔的古罗马别墅（文，1997年）
- 阿奎萊亞古迹区及宗主教圣殿主教座堂（文，1998年）
- 奇倫托和迪亞諾河谷國家公園，帕埃斯图姆和韦利亚考古遗址，及帕杜拉的嘉都西會修院（文，1998年）
- 乌尔比诺历史中心（文，1998年）
- 哈德良别墅（蒂沃利）（文，1999年）
- 阿西西古镇的圣方济各修道院和其他方济各会地点（文，2000年）
- 维罗纳城（文，2000年）
- 埃奥利群岛（自，2000年）
- 蒂沃利的伊斯特别墅（文，2001年）
- 诺托壁垒的晚期巴洛克城镇（东南西西里）（文，2002年）
- 皮埃蒙特和伦巴第的圣山（文，2003年）
- 圣乔治山（自，2003年，2010年，与瑞士共有）
- 切尔韦泰里和塔尔奎尼亚的伊特鲁里亚坟场群（文，2004年）
- 奥尔恰谷（文，2004年）
- 锡拉库萨和潘塔立克石坟场（文，2005年）
- 热那亚：新街和罗利宫殿体系（文，2006年）
- 阿尔布拉／贝尔尼纳景观中的雷塔恩铁路（文，2008年，与瑞士共有）
- 曼托瓦和萨比奥内塔（文，2008年）
- 多洛米蒂山脉（自，2009年）
- 意大利伦巴第人遗址（文，2011年）
- 阿尔卑斯地区史前湖岸木桩建筑（文，2011年，与瑞士、奥地利、法国、德国、斯洛文尼亚共有）
- 埃特纳山（自，2013年）
- 托斯卡纳地区的梅第奇别墅和花园（文，2013年）
- 皮埃蒙特的葡萄园景观:朗格罗埃洛和蒙菲拉托（文，2014年）
- 阿拉伯-诺曼风格的帕勒莫以及切法卢和蒙雷阿莱的主教座堂（文，2015年）
- 喀爾巴阡山脈原始山毛櫸森林和欧洲其他地区古山毛櫸森林（自，2017年，与阿爾巴尼亞、奧地利、比利時、保加利亞、克羅埃西亞、德國、羅馬尼亞、斯洛伐克、斯洛維尼亞、西班牙、烏克蘭共有）
- 威尼斯从15至17世纪的防御工事（文，2017年，与克羅埃西亞、蒙特內哥羅共有）
- 20世纪工业城市伊夫雷亚（文，2018年）

## 拉脱维亚（2项）
2项文化遗产（其中1项与白俄罗斯、爱沙尼亚、芬兰、立陶宛、挪威、摩尔多瓦、俄罗斯、瑞典、乌克兰共有）
- 里加历史中心（文，1997年）
- 斯特鲁维测地弧（文，2005年，与白俄罗斯、爱沙尼亚、芬兰、立陶宛、挪威、摩尔多瓦、俄罗斯、瑞典、乌克兰共有）

## 立陶宛（4项）
4项文化遗产（其中1项与俄罗斯共有，1项与白俄罗斯、爱沙尼亚、芬兰、拉脱维亚、挪威、摩尔多瓦、俄罗斯、瑞典、乌克兰共有）
- 维尔纽斯历史中心（文，1994年）
- 库尔斯沙嘴（文，2000年，与俄罗斯共有）
- 柯纳维考古地点（柯纳维文化保护区）（文，2004年）
- 斯特鲁维测地弧（文，2005年，与白俄罗斯、爱沙尼亚、芬兰、拉脱维亚、挪威、摩尔多瓦、俄罗斯、瑞典、乌克兰共有）

## 卢森堡（1项）
1项文化遗产
- 卢森堡市、要塞及老城区（文，1994年）

## 马其顿（1项）
1项双重遗产
- 奥赫里德地区的自然和文化遗产（自文，1979年，1980年）

## 马耳他（3项）
3项文化遗产
- 瓦莱塔古城（文，1980年）
- 哈尔·萨夫列尼地下宫殿（文，1980年）
- 马耳他巨石庙（英语：Megalithic Temples of Malta）（文，1980年，1992年）：杰刚梯亚的神庙群（2座，1980年）-马耳他岛和戈佐岛的5座史前神庙（1992年）

## 摩尔多瓦（1项）
1项文化遗产（与白俄罗斯、爱沙尼亚、芬兰、拉脱维亚、立陶宛、挪威、俄罗斯、瑞典、乌克兰共有）。
- 斯特鲁维测地弧（文，2005年，与白俄罗斯、爱沙尼亚、芬兰、拉脱维亚、立陶宛、挪威、俄罗斯、瑞典、乌克兰共有）

## 黑山（4项）
3项文化遗产，1项自然遗产（其中1項與波斯尼亞和黑塞哥維那、克羅地亞、塞尔维亚共有，1项与克羅地亞、意大利共有）。
- 科托尔的自然和文化历史区（文，1979年）
- 杜米托尔国家公园（自，1980年，2005年）
- 斯特茨奇中世紀墓葬群（文，2016年，與波斯尼亞和黑塞哥維那、克羅地亞、塞尔维亚共有）
- 威尼斯从15至17世纪的防御工事（文，2017年，与克羅地亞、意大利共有）

注：科托尔的自然和文化历史区和杜米托尔国家公园为前南斯拉夫时期申报，黑山独立后亦已重新加入世界遗产公约，並於2006年6月3日获得确认。

## 荷兰（10项）
9项文化遗产。1项自然遗产（其中1项与德国共有）。
- 斯霍克兰及周围地区（文，1995年）
- 阿姆斯特丹防线（文，1996年）
- 库拉索的威廉斯塔德、内城和港口历史区（文，1997年，位于属地库拉索）
- 小孩堤防-埃尔斯豪特风车群（文，1997年）
- 沃达蒸汽泵站（文，1998年）
- 贝姆斯特尔圩田（文，1999年）
- 里特费尔德的施罗德住宅（文，2000年）
- 瓦登海（自，2009年，2014年。与丹麦、德国共有）
- 辛厄尔运河内侧的阿姆斯特丹十七世纪运河环形区域（文，2010年）
- 范内勒工厂（文，2014年）

## 挪威（8项）
7项文化遗产，1项自然遗产。（其中1项与白俄罗斯、爱沙尼亚、芬兰、拉脱维亚、立陶宛、摩尔多瓦、俄罗斯、瑞典、乌克兰共有）
- 布吕根（文，1979年）
- 奥尔内斯木构教堂（文，1979年）
- 勒罗斯矿城及周边地区（文，1980年，2010年）：勒罗斯矿城（1980年），勒罗斯周边地区（2010年）
- 阿尔塔岩画（文，1985年）
- 维加群岛（文，2004年）
- 斯特鲁维测地弧（文，2005年，与白俄罗斯、爱沙尼亚、芬兰、拉脱维亚、立陶宛、摩尔多瓦、俄罗斯、瑞典、乌克兰共有）
- 西挪威峡湾群-盖朗厄尔峡湾和纳柔依峡湾（自，2005年）
- 留坎-諾托登工业遗址（文，2015年）

## 波兰（17项）
14项文化遗产，2项自然遗产。（其中1项与白俄罗斯共有，1项与德国共有，1项与乌克兰共有，1项由20国共有）
- 克拉科夫历史中心（文，1978年）
- 维利奇卡和博赫尼亚（英语：Bochnia Salt Mine）皇家盐矿（文，1978年,2013年）
- 奥斯威辛-比克瑙：德国纳粹集中和灭绝营（1940-1945）（文，1979年）
- 别洛韦日斯卡亚原始森林／比亚沃维耶扎森林（自，1979年，1992年）：波兰的比亚沃维耶扎森林（1979年）-白俄罗斯的别洛韦日斯卡亚原始森林（1992年，与白俄罗斯共有）
- 华沙历史中心（文，1980年）
- 扎莫希奇古城（英语：Old City of Zamość）（文，1992年）
- 马尔堡的条顿骑士团城堡（文，1997年）
- 托伦的中世纪城镇（文，1997年）
- 卡瓦利－澤布日多夫斯津：風格主義建築、園林景觀建築群和朝聖園（英语：Kalwaria Zebrzydowska park）（文，1999年）
- 亚沃尔和希维德尼察的和平教堂（文，2001年）
- 南部小波兰的木教堂群（文，2003年）
- 马斯科夫公园／马扎科夫斯基公园（文，2004年，与德国共有）
- 弗罗茨瓦夫的百年厅（文，2006年）
- 喀尔巴阡地区木质教堂 （文，2013年，与乌克兰共有）
- 塔尔诺夫斯克山铅银锌矿（英语：Historic Silver Mine in Tarnowskie Góry）（文，2017年）
- 科舍米翁奇（英语：Krzemionki）的史前条纹燧石矿区（文，2019年）
- 喀爾巴阡山脈及欧洲其他地区的原始山毛櫸林（自，2021年，由20国共有）

## 葡萄牙（15项）
14项文化遗产，1项自然遗产。
- 亚速尔群岛英雄港的城镇中心区（文，1983年，位于亚速尔自治区）
- 托马尔的基督会院（文，1983年）
- 巴塔利亚修道院（文，1983年）
- 里斯本的哲罗姆派修道院和贝伦塔（文，1983年）
- 埃武拉历史中心（文，1986年）
- 阿尔科巴萨修道院（文，1989年）
- 辛特拉文化景观（文，1995年）
- 波尔图历史中心（文，1996年）
- 科阿谷和席尔加·维德的史前岩石艺术遗址（文，1998年，2010年，与西班牙共有）：葡萄牙的科阿峡谷史前岩石艺术遗址（1998年），西班牙的席尔加•维德岩史前岩石艺术遗址（西班牙语：Siega_Verde）（2010年）
- 马德拉月桂树公园（西班牙语：Laurisilva de Madeira）（自，1999年，位于马德拉自治区）
- 上杜羅葡萄酒產區（文，2001年）
- 吉马良斯历史中心（文，2001年）
- 皮库岛葡萄园文化的景观（文，2004年，位于亚速尔自治区）
- 待駐防的邊境城鎮埃爾瓦什及其駐防工事（文，2012年）
- 科英布拉大學（文，2013年）

## 罗马尼亚（8项）
6项文化遗产，2项自然遗产，1項与阿爾巴尼亞、克罗地亚、比利時、保加利亞、德國、意大利、奥地利、斯洛伐克、斯洛維尼亞、西班牙、烏克蘭共有。
- 多瑙河三角洲（自，1991年）
- 喀爾巴阡山脈原始山毛櫸森林和欧洲其他地区古山毛櫸森林（自，2017年，与阿爾巴尼亞、克罗地亚、比利時、保加利亞、德國、意大利、奥地利、斯洛伐克、斯洛維尼亞、西班牙、烏克蘭共有）
- 北摩尔达维亚的彩色教堂群（文，1993年，2010年）：
- 霍雷祖修道院（文，1993年）
- 特兰西瓦尼亚村落及其设防的教堂（英语：Villages with Fortified Churches in Transylvania）（文，1993年，1999年）
- 奥勒什蒂耶山脉的达契亚要塞群（文，1999年）
- 锡吉什瓦拉历史中心（文，1999年）
- 马拉穆列什的木教堂群（文，1999年）

## 俄罗斯（29项）
18项文化遗产；11项自然遗产（其中1项与立陶宛共有，2项与蒙古共有，1项与白俄罗斯、爱沙尼亚、芬兰、拉脱维亚、立陶宛、挪威、摩尔多瓦、瑞典、乌克兰共有）。
- 聖彼得堡歷史中心及其相關古蹟群（文，1990年）
- 基日岛珀构斯特（文，1990年）[註 3]
- 莫斯科的克里姆林宫和红场（文，1990年）
- 索洛韦茨基群岛的历史建筑群（文，1992年）
- 諾夫哥羅德及其周圍的歷史古蹟（文，1992年）
- 弗拉基米爾和蘇茲達爾的白色古蹟群（文，1992年）
- 谢尔吉耶夫镇的圣三一谢尔盖拉夫拉建筑集合体（文，1993年）[註 4]
- 科罗缅斯克的耶稣升天教堂（文，1994年）
- 科米原始森林（自，1995年）
- 贝加尔湖（自，1996年）
- 堪察加火山群（自，1996年，扩大2001年）
- 阿尔泰金山（自，1998年）
- 西高加索（自，1999年）
- 库尔斯沙嘴（文，2000年，与立陶宛共有）
- 喀山克里姆林的历史和建筑群（文，2000年）
- 费拉邦多夫修道院遗址群（文，2000年）
- 中锡霍特山脉（自，2001年，扩大2018年）
- 杰尔宾特的城塞、古城和要塞建筑（文，2003年）
- 乌布苏盆地（自，2003年，与蒙古共有）
- 新圣母会院建筑集合体（文，2004年）
- 弗兰格尔岛保护区的自然系统（自，2004年）
- 雅罗斯拉夫尔城历史中心（文，2005年）
- 斯特鲁维测地弧（文，2005年，与白俄罗斯、爱沙尼亚、芬兰、拉脱维亚、立陶宛、挪威、摩尔多瓦、瑞典、乌克兰共有）
- 普托拉纳高原（自，2010年）
- 勒那河柱状岩自然公园（自，2012年）
- 鞑靼斯坦博尔格尔历史和考古遗址(保加尔市)（文，2014年）
- 达斡里亚自然景观（自，2017年，与蒙古共有）
- 斯维亚日斯克岛圣母升天大教堂与修道院（文，2017年）
- 普斯科夫建筑學派的教堂群（俄语：Храмы_псковской_архитектурной_школы）（文，2019年）

## 聖馬力諾（1项）
1项文化遗产。
- 聖馬力諾歷史中心和提塔諾山（文，2008年）

## 塞尔维亚（5项）
5项文化遗产（其中1項與波斯尼亞和黑塞哥維那、克羅地亞、蒙特內哥羅共有）。
- 斯塔里拉斯和索潑查尼修道院（文，1979年）
- 斯图代尼察修道院（文，1986年）
- 科索沃中世纪古蹟群（文，2004年，2006年，位于科索沃和梅托希亚自治省）
- 加姆济格勒-罗慕利亚纳，加莱里乌斯宫（文，2007年）
- 斯特茨奇中世紀墓葬群（文，2016年，與波斯尼亞和黑塞哥維那、克羅地亞、蒙特內哥羅共有）

## 斯洛伐克（8项）
5项文化遗产，2项自然遗产，其中1项与匈牙利共有，1项与德國和奧地利共有，1項与阿爾巴尼亞、克罗地亚、比利時、保加利亞、德國、意大利、羅馬尼亞、奥地利、斯洛維尼亞、西班牙、烏克蘭共有。
- 历史名城班斯卡-什佳夫尼察及其工程建筑区（文，1993年）
- 萊沃恰、斯皮什城堡及相關文化古蹟群（文，1993年）
- 弗尔科利内茨（文，1993年）
- 奥格泰莱克的喀斯特岩洞群和斯洛伐克的喀斯特地貌（自，1995年，2000年，与匈牙利共有）
- 巴尔代约夫城镇保护区（文，2000年）
- 喀爾巴阡山脈原始山毛櫸森林和欧洲其他地区古山毛櫸森林（自，2007年，与阿爾巴尼亞、克罗地亚、比利時、保加利亞、德國、意大利、羅馬尼亞、奥地利、斯洛維尼亞、西班牙、烏克蘭共有）
- 喀尔巴阡山区斯洛伐克部分的木教堂群（文，2008年）
- 羅馬帝國邊境——多瑙河西段界牆（英语：Danubian Limes）（文，2021年）

## 斯洛文尼亚（4项）
2项自然遗产，2项文化遗产（其中1项与瑞士、奥地利、法国、德国、意大利共有，1项与西班牙共有）。
（其中1項与阿爾巴尼亞、克罗地亚、比利時、保加利亞、德國、意大利、羅馬尼亞、斯洛伐克、奥地利、西班牙、烏克蘭共有）
- 什科茨揚溶洞（自，1986年）
- 阿尔卑斯地区史前湖岸木桩建筑（文，2011年，与瑞士、奥地利、法国、德国、意大利共有）
- 水银的遗产：阿尔马登和伊德里亚（文，2012年，与西班牙共有）
- 喀爾巴阡山脈原始山毛櫸森林和欧洲其他地区古山毛櫸森林（自，2017年，与阿爾巴尼亞、克罗地亚、比利時、保加利亞、德國、意大利、羅馬尼亞、斯洛伐克、奥地利、西班牙、烏克蘭共有）

## 西班牙（47项）
40项文化遗产，5项自然遗产，2项双重遗产。（其中1项与法国共有，1项与葡萄牙共有，1项与斯洛維尼亞共有，1项与阿爾巴尼亞、克罗地亚、比利時、保加利亞、德國、意大利、羅馬尼亞、斯洛伐克、斯洛維尼亞、奥地利、烏克蘭共有）
- 格拉纳达的阿尔罕布拉宫、赫内拉利费宫和阿尔拜辛（文，1984年，1994年）
- 布尔戈斯主教座堂（文，1984年）
- 科尔多瓦历史中心（文，1984年，1994年）
- 马德里省的埃斯科里亚尔的修道院和遗址（文，1984年）
- 安东尼•高迪的建筑作品（文，1984年，2005年）：桂尔公园、桂尔宫和米拉住宅（1984年）-维森斯住宅、圣家堂的诞生立面及地下室、巴特略住宅和桂尔居住区教堂地下室（2005年）
- 阿爾塔米拉洞和西班牙北部旧石器时期洞窟岩画：阿尔塔米拉洞（文，1985年），西班牙北部旧石器时期洞窟岩画：（文，2008年）
- 奥维耶多和阿斯图里亚斯王国的古建筑（文，1985年，1998年）
- 阿维拉古城及城外教堂（文，1985年）
- 塞哥维亚古城及其输水道（文，1985年）
- 圣地亚哥–德孔波斯特拉古城（文，1985年）
- 加拉霍奈国家公园（自，1986年，位于加那利群岛）
- 历史名城托莱多（文，1986年）
- 阿拉贡的穆德哈尔式建筑（文，1986年，2001年）
- 卡塞雷斯古城（文，1986年）
- 塞维利亚的主教座堂、王宫和西印度群岛档案馆（文，1987年）
- 萨拉曼卡古城（文，1988年）
- 波夫莱特修道院（文，1991年）
- 梅里达的考古遗址群（文，1993年）
- 圣地亚哥-德孔波斯特拉之路（文，1993年）
- 瓜达卢佩的圣玛利皇家修道院（文，1993年）
- 多尼亚纳国家公园（自，1994年）
- 城墙围绕的历史名城昆卡（文，1996年）
- 瓦倫西亞絲綢交易廳（文，1996年）
- 拉斯梅德拉斯（文，1997年）
- 比利牛斯-佩尔迪多山（自文，1997年，1999年，与法国共有）
- 圣米兰的尤索和素索修道院（文，1997年）
- 巴塞罗那的加泰罗尼亚音乐宫和圣保罗医院（文，1997年）
- 伊比利亚地中海盆地的岩画艺术（文，1998年）
- 埃纳雷斯堡大学城及历史区（文，1998年）
- 科阿谷和席尔加·维德的史前岩石艺术遗址（文，1998年，2010年，与葡萄牙共有）：葡萄牙的科阿峡谷史前岩石艺术遗址（1998年），西班牙的席尔加•维德岩史前岩石艺术遗址（西班牙语：Siega_Verde）（2010年）
- 伊维萨岛的生物多样性和特有文化（自文，1999年）
- 圣克里斯托瓦尔-德拉拉古纳（文，1999年，位于加那利群岛）
- 塔拉科考古遗址（文，2000年）
- 阿塔普埃尔卡考古遗址（文，2000年）
- 博伊谷地的罗马式教堂建筑（文，2000年）
- 埃尔切的棕榈林（文，2000年）
- 卢戈的古罗马城墙（文，2000年）
- 阿兰胡埃斯文化景观（文，2001年）
- 乌韦达和巴埃萨的文艺复兴古蹟集合体（文，2003年）
- 比斯开桥（文，2006年）
- 泰德国家公园（自，2007年）
- 埃库莱斯塔（文，2009年）
- 特拉蒙塔那山区文化景观（文，2011年）
- 水银的遗产：阿尔马登和伊德里亚（文，2012年，与斯洛維尼亞共有）
- 安特克拉支石墓遗址（文，2016年）
- 喀爾巴阡山脈原始山毛櫸森林和欧洲其他地区古山毛櫸森林（自，2017年，与阿爾巴尼亞、克罗地亚、比利時、保加利亞、德國、意大利、羅馬尼亞、斯洛伐克、斯洛維尼亞、奥地利、烏克蘭共有）
- 哈里发的阿尔扎哈拉古城（文，2018年）

## 瑞典（15项）
13项文化遗产，1项自然遗产，1项双重遗产。（其中1项与芬兰共有，1项与白俄罗斯、爱沙尼亚、芬兰、拉脱维亚、立陶宛、挪威、摩尔多瓦、俄罗斯、乌克兰共有）
- 卓宁霍姆王家领地（文，1991年）
- 比尔卡和霍高尔登（文，1993年）
- 恩厄尔斯贝里铁工厂（文，1993年）
- 塔努姆岩刻群（文，1994年）
- 林地公墓（文，1994年）
- 汉萨同盟城市维斯比（文，1995年）
- 吕勒奥的加默尔斯塔德教堂村（文，1996年）
- 拉普人居住区（自（文，1996年）
- 卡尔斯克鲁纳军港（文，1998年）
- 厄蘭島南部農業景觀（文，2000年）
- 高海岸／克瓦尔肯群岛（自，2000年，2006年）：瑞典的高海岸（2000年）-芬兰的克瓦尔肯群岛（2006年，与芬兰共有）
- 法伦的大铜山矿区（文，2001年）
- 瓦尔贝里广播电台（文，2004年）
- 斯特鲁维测地弧（文，2005年，与白俄罗斯、爱沙尼亚、芬兰、拉脱维亚、立陶宛、挪威、摩尔多瓦、俄罗斯、乌克兰共有）
- 赫爾辛蘭帶裝飾的農舍（文，2012年）

## 瑞士（12项）
9项文化遗产，3项自然遗产，其中2项与意大利共有，1项与奥地利、法国、德国、意大利、斯洛文尼亚共有，1项与法国、日本、比利时、德国、阿根廷、印度共有。
- 米施泰尔的本笃会圣约翰女修道院（文，1983年）
- 圣加仑修道院（文，1983年）
- 伯尔尼古城（文，1983年）
- 贝林佐纳三座要塞及防卫墙和集镇（文，2000年）
- 瑞士阿尔卑斯山少女峰-阿莱奇（自，2001年，2007年）
- 圣乔治山（自，2003年，2010年，与意大利共有）
- 拉沃葡萄园梯田（文，2007年）
- 萨多纳地质结构区（自，2008年）
- 阿尔布拉／贝尔尼纳景观中的雷蒂亚铁路（文，2008年，与意大利共有）
- 拉绍德封／力洛克，制表业城镇规划（文，2009年）
- 阿尔卑斯地区史前湖岸木桩建筑（文，2011年，与奥地利、法国、德国、意大利、斯洛文尼亚共有）
- 勒·柯布西耶的建筑作品（文，2016年，与法国、日本、比利时、德国、阿根廷、印度共有）

## 土耳其（18項）
16項文化遺產，2項雙重遺產。
- 伊斯坦布爾歷史區（文，1985年）
- 格雷梅国家公园和卡帕多细亚的岩石景观（自文，1985年）
- 迪夫里伊的大清真寺和医院（英语：Great Mosque and Hospital of Divriği）（文，1985年）
- 哈图沙：赫梯首都（文，1986年）
- 内姆鲁特山（文，1987年）
- 桑索斯和莱顿（英语：Letoon）（文，1988年）
- 希拉波利斯和棉花堡（自文，1988年）
- 萨夫兰博卢城（文，1994年）
- 特洛伊考古遗址（文，1998年）
- 塞利米耶清真寺（文，2011年）
- 加泰土丘的新石器時代遺址（文，2012年）
- 布尔萨和库马利吉兹克：奥斯曼帝国的诞生（文，2014年）
- 帕加马及其多层次文化景观（文，2014年）
- 迪亚巴克尔堡垒和赫夫塞尔花园文化景观（文，2015年）
- 以弗所（文，2015年）
- 阿尼的歷史古城（文，2016年）
- 阿芙洛蒂西亚斯（文，2017年）
- 哥贝克力石阵（文，2018年）

## 乌克兰（7项）
6项文化遗产，1项自然遗产，其中1项与白俄罗斯、爱沙尼亚、芬兰、拉脱维亚、立陶宛、挪威、摩尔多瓦、俄罗斯、瑞典共有，1項与阿爾巴尼亞、克罗地亚、比利時、保加利亞、德國、意大利、羅馬尼亞、斯洛伐克、斯洛維尼亞、西班牙、奥地利共有，1项与波兰共有。
- 基辅：圣索菲亚主教座堂及相关修道院建筑和基辅洞窟修道院（文，1990年）
- 利沃夫历史中心（文，1998年）
- 斯特鲁维测地弧（文，2005年，与白俄罗斯、爱沙尼亚、芬兰、拉脱维亚、立陶宛、挪威、摩尔多瓦、俄罗斯、瑞典共有）
- 喀爾巴阡山脈原始山毛櫸森林和欧洲其他地区古山毛櫸森林（自，2007年，与阿爾巴尼亞、克罗地亚、比利時、保加利亞、德國、意大利、羅馬尼亞、斯洛伐克、斯洛維尼亞、西班牙、奥地利共有）
- 布科維納與達爾馬提亞的城市民居（文，2011年）
- 喀爾巴阡地區木質教堂（文，2013年，与波兰共有）
- 陶瑞克-切森尼斯古城及其乔拉（文，2013年）

## 英国（28项）
23项文化遗产，4项自然遗产，1项双重遗产。（其中1项与德国共有）
- 圭內斯郡愛德華國王的城堡和城牆（文，1986年，位于威尔士）
- 达勒姆城堡和座堂（文，1986年，位于英格兰）
- 巨人堤道及堤道海岸（自，1986年，位于北爱尔兰）
- 铁桥峡谷（文，1986年，位于英格兰）
- 聖基爾達島（自文，1986年，2004年，2005年，位于苏格兰）
- 巨石阵、埃夫伯里及周围的巨石遗迹（文，1986年，位于英格兰）
- 斯塔德利皇家公园和喷泉修道院遗址（文，1986年，位于英格兰）
- 布萊尼姆宮（文，1987年，位于英格兰）
- 巴斯城（文，1987年，位于英格兰）
- 罗马帝国的边界（文，1987年，2005年）：英国的哈德良长城（1987年，位于英格兰）-德国的上日耳曼-雷蒂安边墙（2005年）—英国的安东尼长城（2008年，与德国共有）
- 威斯敏斯特宫、西敏寺和圣玛格丽特教堂（文，1987年，位于英格兰）
- 坎特伯雷座堂，圣奥古斯丁修道院，和圣马丁教堂（文，1988年，位于英格兰）
- 亨德森岛（自，1988年，位于属地皮特凯恩群岛）
- 伦敦塔（文，1988年，位于英格兰）
- 戈夫岛和伊纳克塞瑟布尔岛（自，1995年，2004年，位于属地特里斯坦-达库尼亚）
- 爱丁堡的老城和新城（文，1995年，位于苏格兰）
- 格林威治海岸地区（文，1997年，位于英格兰）
- 新石器时代奥克尼的中心（文，1999年，位于苏格兰）
- 布莱纳文工业景观（文，2000年，位于威尔士）
- 百慕大圣乔治历史城镇及相关防御工事群（文，2000年，位于属地百慕大）
- 德文特河流域工场群（文，2001年，位于英格兰）
- 多塞特和东德文海岸（自，2001年，位于英格兰）
- 新拉纳克（文，2001年，位于苏格兰）
- 索尔泰尔（文，2001年，位于英格兰）
- 邱的王家植物园（文，2003年，位于英格兰）
- 利物浦-海商城市（文，2004年-2022年，位于英格兰）
- 康沃尔和西德文矿业景观（文，2006年，位于英格兰）
- 庞特基西斯特输水道及运河（文，2009年）
- 福斯橋（文，2015年，位于苏格兰）